# Gartneren og hans 21 blomster
Gartneren og hans 21 blomster er en dansk oplysningsfilm fra 2009, der er instrueret af Maria Samoto le Dous og Emil Langballe.

## Handling
William Zulu er gartner i en lille zambiansk landsby. Hans to søstre er døde og har efterladt ham en børneflok på 21, og William prøver ihærdigt at få hverdagen til at hænge sammen og samtidig mætte alle 21 munde. Men hvad gør man, når aberne gang på gang prøver at spolere høsten? Og hvad kan en lille blå vandpumpe betyde for en hel families eksistens?